# Royalton (Illinois)
Royalton és una població dels Estats Units a l'estat d'Illinois. Segons el cens del 2000 tenia 1.130 habitants.

## Demografia
Segons el cens del 2000, Royalton tenia 1.130 habitants, 516 habitatges, i 314 famílies. La densitat de població era de 386,1 habitants/km².
Dels 516 habitatges en un 26,9% hi vivien nens de menys de 18 anys, en un 45% hi vivien parelles casades, en un 12,4% dones solteres, i en un 39,1% no eren unitats familiars. En el 35,5% dels habitatges hi vivien persones soles el 19,6% de les quals corresponia a persones de 65 anys o més que vivien soles. El nombre mitjà de persones vivint en cada habitatge era de 2,19 i el nombre mitjà de persones que vivien en cada família era de 2,81.
Per edats la població es repartia de la següent manera: un 22,7% tenia menys de 18 anys, un 7,1% entre 18 i 24, un 24,2% entre 25 i 44, un 26,5% de 45 a 60 i un 19,5% 65 anys o més.
L'edat mediana era de 41 anys. Per cada 100 dones de 18 o més anys hi havia 83,6 homes.
La renda mediana per habitatge era de 23.947 $ i la renda mediana per família de 29.886 $. Els homes tenien una renda mediana de 28.542 $ mentre que les dones 21.250 $. La renda per capita de la població era de 15.778 $. Aproximadament el 16,8% de les famílies i el 20,3% de la població estaven per davall del llindar de pobresa.

## Poblacions properes
El següent diagrama mostra les poblacions més properes.